# Motel of Fools
Motel of Fools è il quarto album in studio di Robert Pollard e il primo mini-album; venne pubblicato nel 2003 sia in vinile che in CD negli Stati Uniti d'America dalla Fading Captain Series. Pollard ha affermato che l'album dovrebbe apparire come una colonna sonora e che questa idea risale al brano Alien Lanes, Ex-Supermodel, in cui in un verso dice che "Ora scrivo musica per colonne sonore"; dato che però nessuno lo ha mai incaricato di comporne una, decise di farla lo stesso da solo. Il progetto lo portò a realizzare anche il poster per il film che aveva in mente. L'ascolto dell'album dovrebbe portare l'ascoltatore in un motel pieno di «all of these strange characters and fuck-ups.», ovvero "tutti questi strani personaggi e cazzate". A seguito di ciò venne poi contattato da Steven Soderbergh per scrivere canzoni per i suoi film Full Frontal e Bubble.

## Tracce
Lato A
1. In the House of Queen Charles Augustus   – 4:41
2. Captain Black   – 3:00
3. Red Ink Superman   – 5:29
4. The Vault of Moons   – 3:53

Lato B
1. Saga of the Elk   – 2:56
2. The Spanish Hammer   – 6:55
  1. She Drives Camaro
  2. Lift
  3. Love Set
  4. Wildlife Energy
3. Harrison Adams   – 4:59

## Musicisti
- Johnny Strange: basso
- Jim Macpherson: batteria e percussioni
- Robert Pollard: chitarra, voce